# كروندان (مقاطعة دهغلان)
كروندان (بالفارسية: کروندان) هي قرية تقع في قسم حومة دهغلان الريفي (مقاطعة دهغلان) في إيران. يقدر عدد سكانها بـ 1,428 نسمة .